# Ханнола, Пюрю
Пюрю Ханнола (фин. Pyry Hannola; 21 октября 2001) — финский футболист, полузащитник клуба «ХИК».

## Карьера

### РоПС
Ханнола подписал свой первый контракт с «РоПС» в октябре 2016, за 13 дней до своего 15-го дня рождения. Дебютировал в составе «РоПС» 28 января 2017 года в матче Кубка Финляндии. Его дебют в чемпионате Финляндии состоялся 29 апреля 2017 года, в матче против «ПС Кеми». Ханнола вышел на замену на 90-й минуте, а его команда одержала победу со счётом 3:1.

### Мидтьюлланн
В начале 2017 стало известно, что летом Ханнола перейдёт в клуб высшей лиги Дании «Мидтьюлланн».